# 심희수 교지 및 묘
심희수 교지 및 묘는 경기도 고양시 덕양구 원흥동에 있다. 1999년 2월 1일 고양시의 향토문화재 제37호로 지정되었다.

## 개요
조선조 중기의 인물인 일송 심희수 선생의 교지와 묘소이다. 묘소에는 문인석과 망주석이 배치되어 있다.